# Тепловой разгон аккумулятора
Тепловой разгон аккумулятора — явление, возникающее при зарядке аккумулятора. Заключается в том, что увеличение температуры электролита приводит к росту зарядного тока, который может возрасти до значения, приближающегося к значению тока короткого замыкания.
В процессе работы аккумулятора происходит электролиз электролита с выделением водорода и кислорода. В штатно функционирующем аккумуляторе эти газы выводятся через специальные отверстия. Однако если эксплуатация велась с нарушениями, приведшими к недостатку электролита или повреждению сепараторов, кислород может начать окислять отрицательный электрод. В процессе окисления выделяется тепло и происходит разогрев электролита. Нагретый электролит имеет меньшее сопротивление, соответственно для данной банки будет использован больший ток зарядки, приводящий в свою очередь к увеличению количества выделяемого кислорода и водорода. Таким образом возникает положительная обратная связь и процесс самоускоряется.
Тепловой разгон может произойти при сочетании ряда факторов: недостатке электролита в элементах батареи; старении активной массы электродов; повышенном напряжении сети зарядки по сравнению с номинальным напряжением; повышении температуры окружающей среды и неблагоприятных условиях теплообмена батареи с окружающей средой. Тепловому разгону могут способствовать большие эксплуатационные нагрузки.
Как следствие теплового разгона, температура батареи повышается, что влечёт за собой вероятность дымовыделения, короткого замыкания и даже взрыва выделенного кислорода и водорода.
Возможность теплового разгона является одной из неприятных особенностей щёлочных аккумуляторов, влияющей на безопасность их применения на транспортных средствах и местах без достаточной вентиляции.